# Cathédrale de l'Immaculée-Conception de Bogota
La Cathédrale primatiale (en espagnol : Catedral Primada de Colombia) ou cathédrale basilique métropolitaine de l'Immaculée-Conception (en espagnol : Catedral Basílica Metropolitana de la Inmaculada Concepción) est un édifice religieux catholique situé à Bogota, capitale de la Colombie. La cathédrale, de style néoclassique, a été construite entre 1807 et 1823 sous la direction du moine capucin et architecte espagnol Domingo de Petrés (es). Elle est le siège de l'archidiocèse de Bogota et primatiale de Colombie.

## Situation

Localisation de la cathédrale dans le centre historique de Bogota.

La cathédrale de l'Immaculée-Conception se situe sur le côté est de la place Bolívar, dans le quartier de La Candelaria, centre historique de Bogota, exactement entre les sixième et septième avenues à l'intersection avec la onzième rue.

## Histoire
Une modeste église aux murs de torchis et de briques est construite à l'initiative de Juan de los Barrios, premier évêque de la ville, à partir de 1553. Le toit de l'édifice s'écroule en 1560, à la veille de son inauguration. L'église réparée devient cathédrale quand le pape Pie IV créé le diocèse de Santa Fe le 11 septembre 1562.
En 1572, débutent les travaux d'une nouvelle cathédrale dont seule la partie centrale du chœur est achevée en 1590. La construction des nefs et des chapelles prendra encore plusieurs décennies et la tour n'est achevée qu'en 1678. Le tremblement de terre qui affecte la ville le 12 juillet 1785 endommage gravement la cathédrale. En 1805, les autorités ecclésiastiques prennent la décision de la reconstruire. Pendant la durée des travaux, l'ancienne église jésuite Saint-Ignace est utilisée comme « vice-cathédrale ».
Les travaux de reconstruction commencent le 11 février 1807 sous la direction de Domingo de Petrés, frère capucin et architecte installé dans la ville depuis 1792. Après sa mort en 1811, le chantier est repris par Nicolás León qui le mène à bien jusqu'à la consécration de l'édifice en 1823. La cathédrale fait l'objet de nouveaux travaux en 1943 et 1958.
En considération de sa valeur historique, culturelle et architecturale, elle est classée monument national par décret du ministère de l'Éducation nationale le 11 août 1975.

## Description

Plan de la cathédrale Primada

### Les orgues

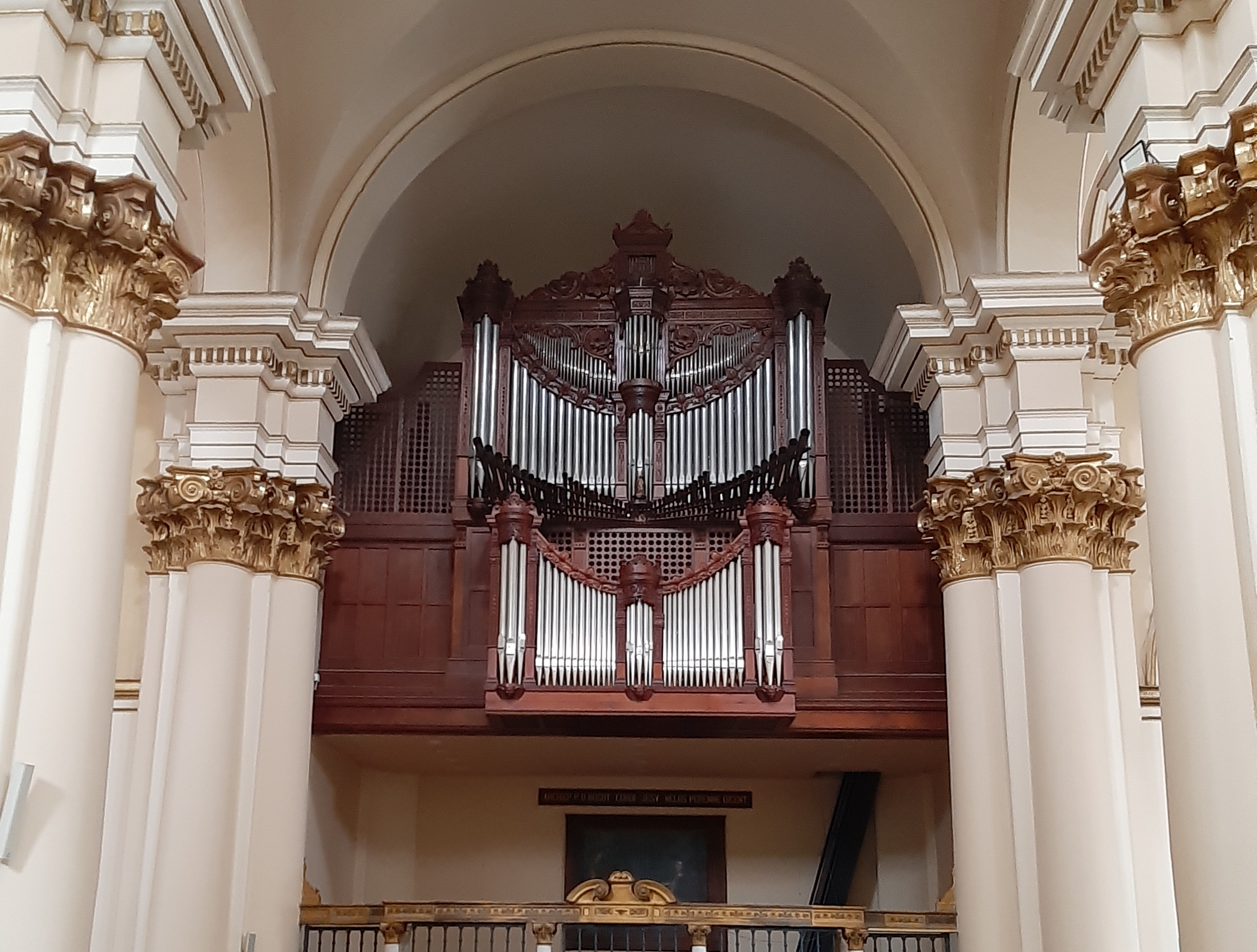
Les orgues historiques

Les orgues de la cathédrale datent de 1890 et sont issues de l'atelier d'Aquilino Amezua, un musicien et ingénieur espagnol. Les orgues se situaient depuis leur installation du côté est de la nef centrale. Lors de la réfection du bâtiment entre 1960 et 1968 en préparation de la venue du pape Paul VI, elles sont retirées puis réinstallées à l'extrémité sud à la fin des travaux. Le ministère de la Culture annonce en mai 2012 l'affectation d'un milliard de pesos pour la restauration des orgues. Des entreprises espagnoles et allemandes sont alors en lice pour ce chantier.
Les orgues de la cathédrale sont dotées de trois claviers et de 28 registres.